# Трошкин, Дмитрий Викторович

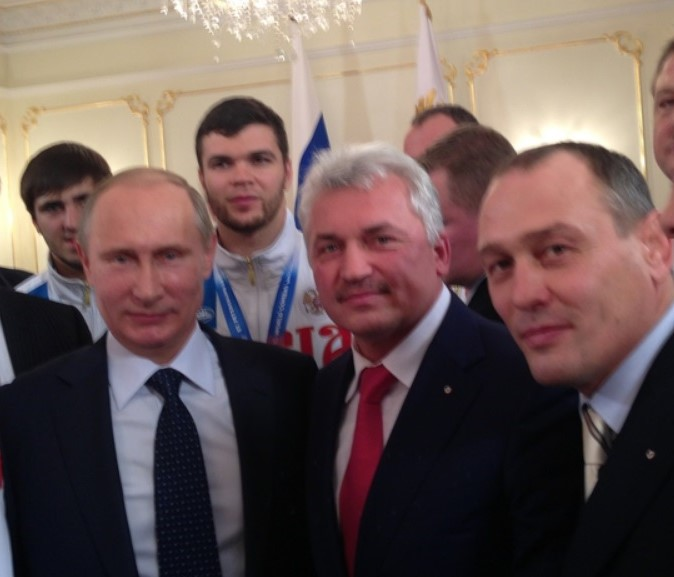
Дмитрий Трошкин и Владимир Путин.

Дмитрий Викторович Трошкин  (род. 13 июля 1965, Москва) — главный тренер мужской сборной команды России по самбо с 2002 года, Член исполнительного комитета Всероссийской федерации самбо, Мастер спорта России международного класса, Заслуженный тренер России, Заслуженный работник физической культуры Российской Федерации (2005).

## Биография
До самбо занимался спортивной гимнастикой, футболом и плаванием. Окончил МГОПИ имени Н. К. Крупской. Серебряный призёр чемпионата России по дзюдо 1992 года. Имеет Медаль ордена «За Заслуги перед Отечеством» II Степени (2018) и Медаль «За вклад в развитие детского и юношеского спорта в России».

## Спортивные результаты
- Летняя Спартакиада народов СССР 1986 года по дзюдо — ;
- Чемпионат СССР по самбо 1990 года — [4];
- Летняя Спартакиада народов СССР 1991 года по самбо — ;

## Награды
- Медаль ордена «За заслуги перед Отечеством» I степени (8 ноября 2023 года) — за большие заслуги в развитии и популяризации самбо в Российской Федерации, многолетнюю добросовестную работу[5]
- Медаль ордена «За заслуги перед Отечеством» II степени (13 ноября 2018 года) — за большой вклад в развитие и популяризацию самбо[6]
- Заслуженный работник физической культуры Российской Федерации (25 июля 2005 года) — за заслуги в развитии физической культуры и спорта и многолетнюю добросовестную работу[7]
- Благодарность Президента Российской Федерации (6 марта 2008 года) — за заслуги в развитии физической культуры и спорта и многолетнюю добросовестную работу[8]